# Guzmania
Guzmania is een geslacht uit de bromeliafamilie en de onderfamilie Tillandsioideae. Verscheidene soorten worden gekweekt als kamer- en tuinplant. Een veel gekweekte soort is Guzmania lingulata, die oranje en rode schutbladeren heeft.
De planten sterven nadat de plant haar bloemen heeft gehad in de zomer, maar nieuwe planten kunnen gemakkelijk worden gekweekt uit de stekken die verschijnen als de plant overlijdt. Het gaat om epifyten die zich alleen met draad-achtige wortels hechten aan bomen.
De planten vereisen relatief warme temperaturen en een hoge relatieve luchtvochtigheid. Schimmels kunnen een fatale wortelrot veroorzaken als de wortels het te nat en koud krijgen.

## Enkele soorten
| - Guzmania aequatorialis - Guzmania albescens - Guzmania alborosea - Guzmania alcantareoides - Guzmania andreettae - Guzmania asplundii - Guzmania atrocastanea - Guzmania barbiei - Guzmania bergii - Guzmania condorensis - Guzmania corniculata - Guzmania dalstroemii - Guzmania ecuadorensis - Guzmania foetida - Guzmania fosteriana - Guzmania fuerstenbergiana - Guzmania fuquae - Guzmania fusispica - Guzmania harlingii - Guzmania henniae - Guzmania hirtzii - Guzmania hollinensis - Guzmania inexpectata | - Guzmania izkoi - Guzmania jaramilloi - Guzmania kentii - Guzmania lepidota - Guzmania lingulata - Guzmania madisonii - Guzmania monostachia - Guzmania nicaraguensis - Guzmania osyana - Guzmania pennellii - Guzmania plicatifolia - Guzmania poortmanii - Guzmania pseudospectabilis - Guzmania puyoensis - Guzmania remyi - Guzmania roseiflora - Guzmania rubrolutea - Guzmania sanguinea - Guzmania septata - Guzmania sieffiana - Guzmania striata - Guzmania teuscheri - Guzmania xanthobractea - Guzmania zakii |

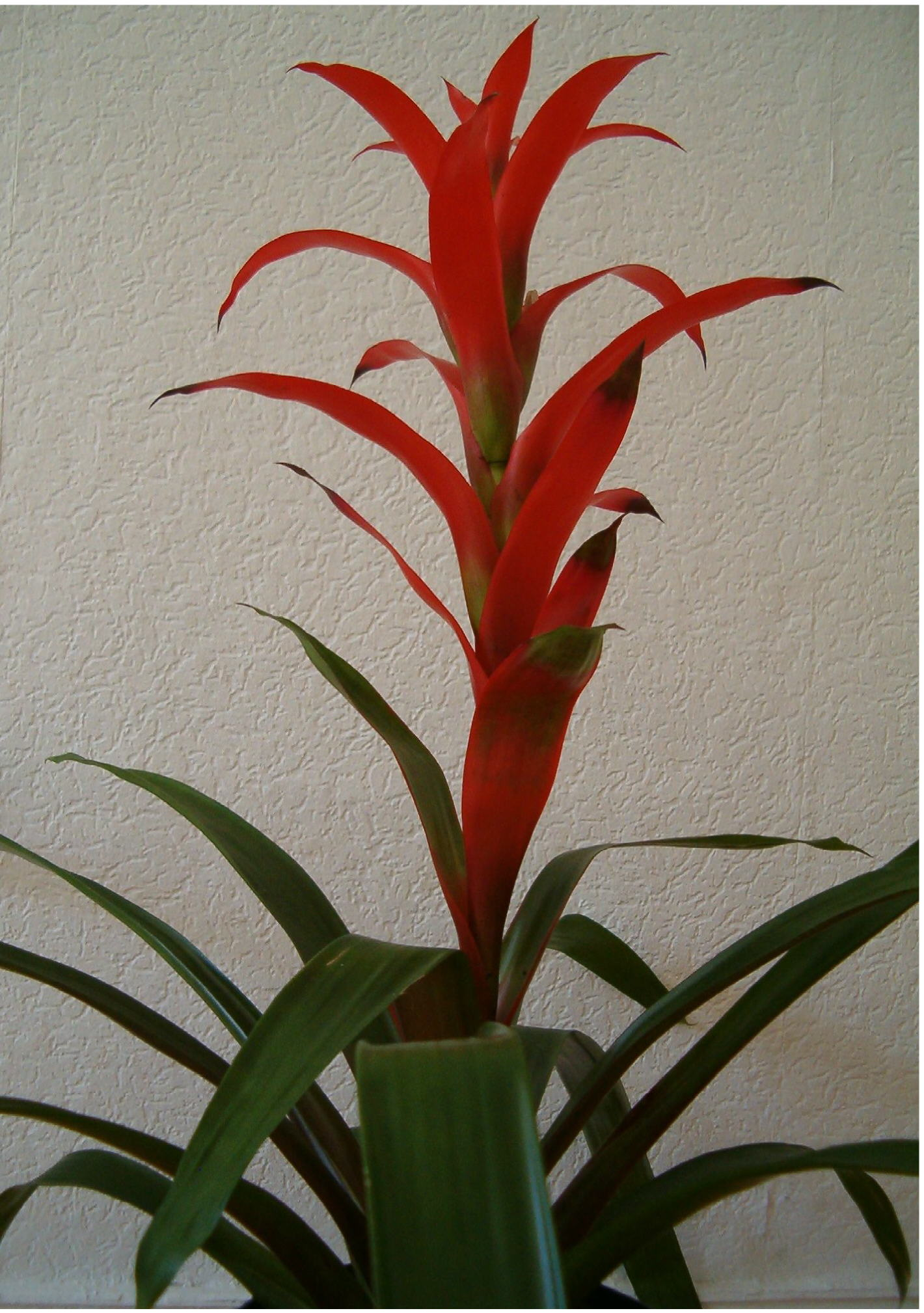
Guzmania 'Rana'
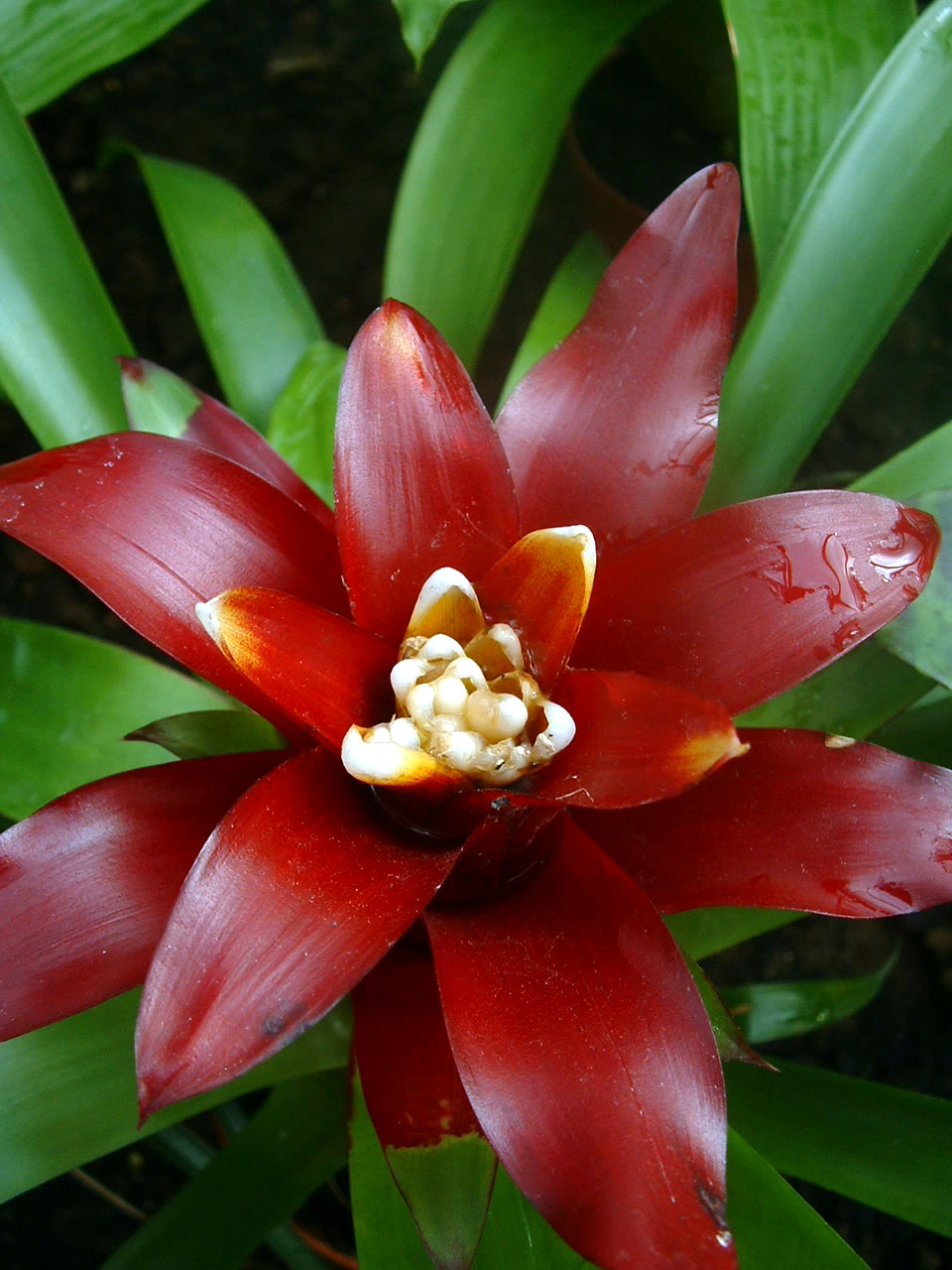
Guzmania lingulata var. minor
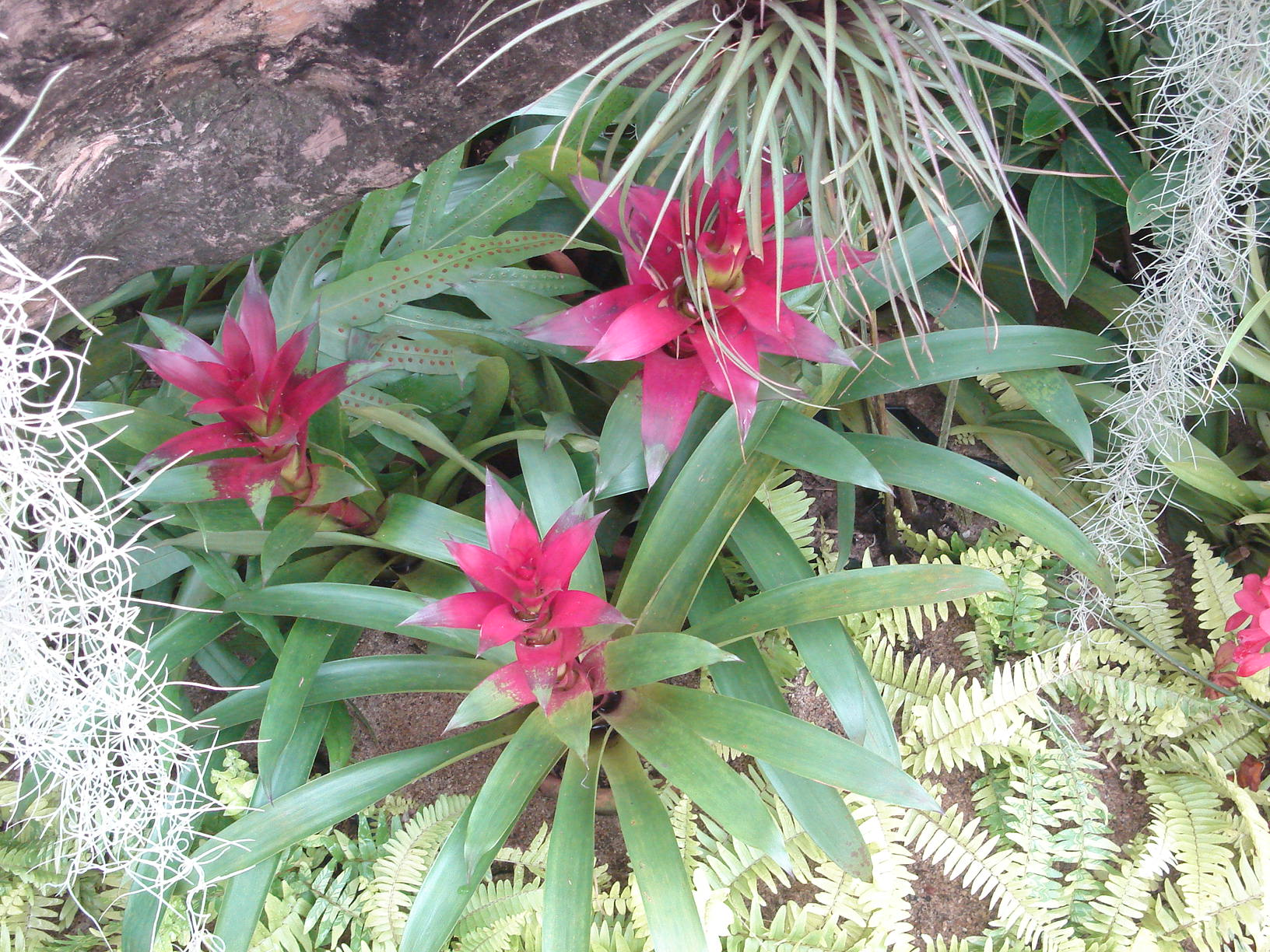
Guzmania wittmackii
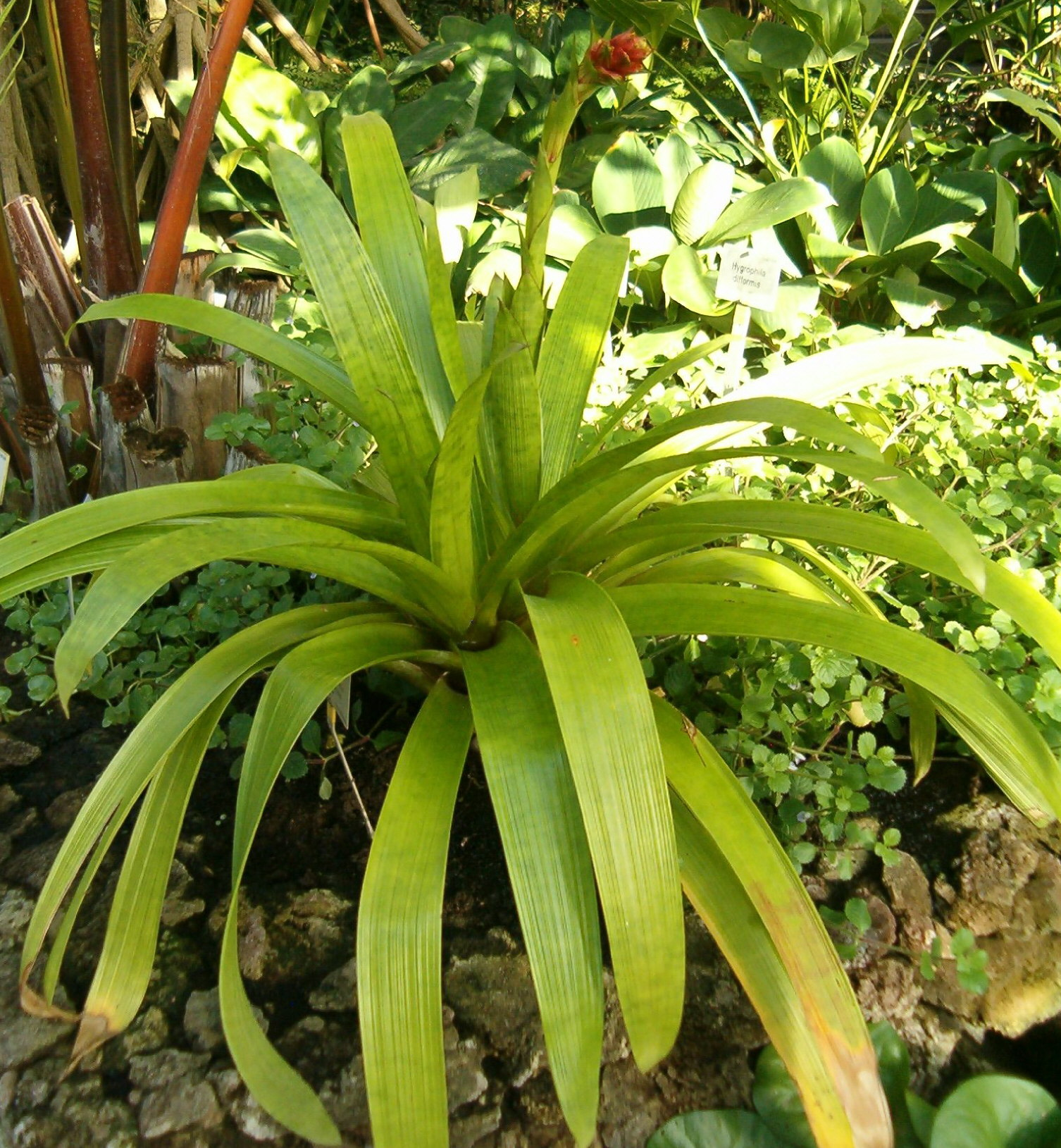
Guzmania rubrolutea
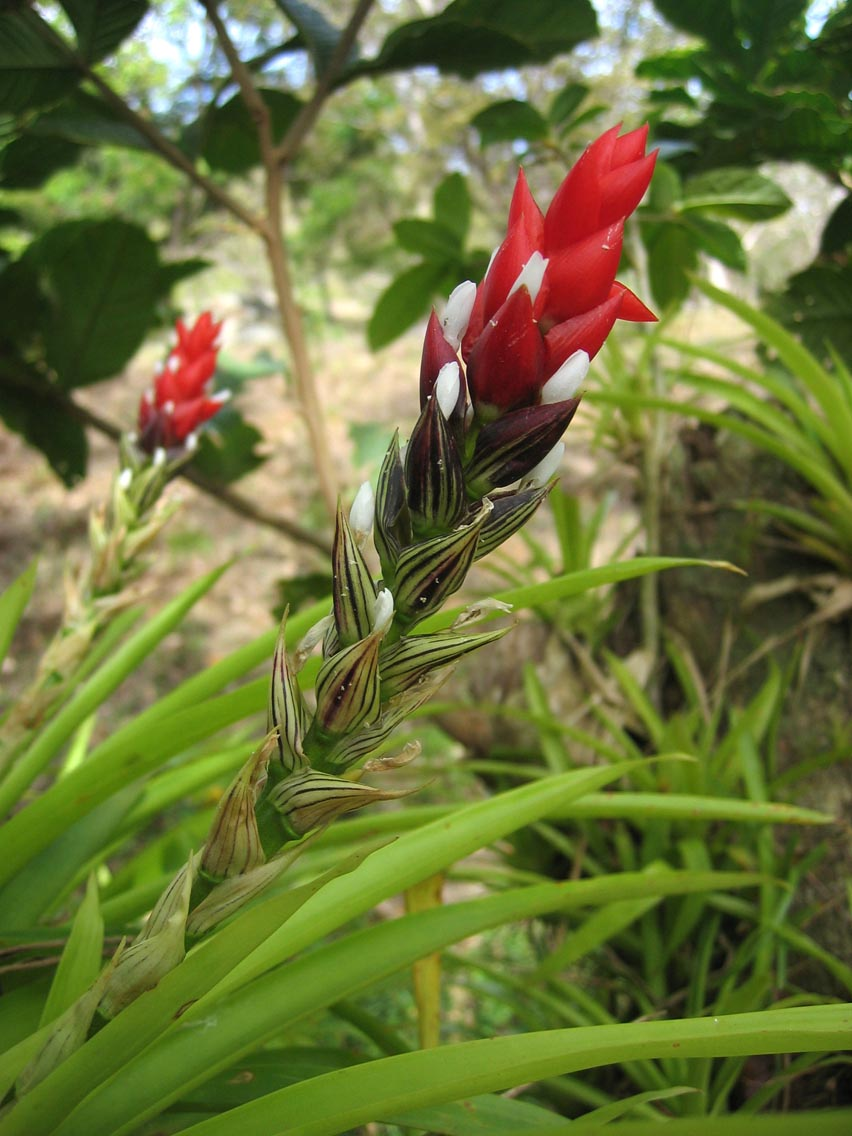
Guzmania monostachia
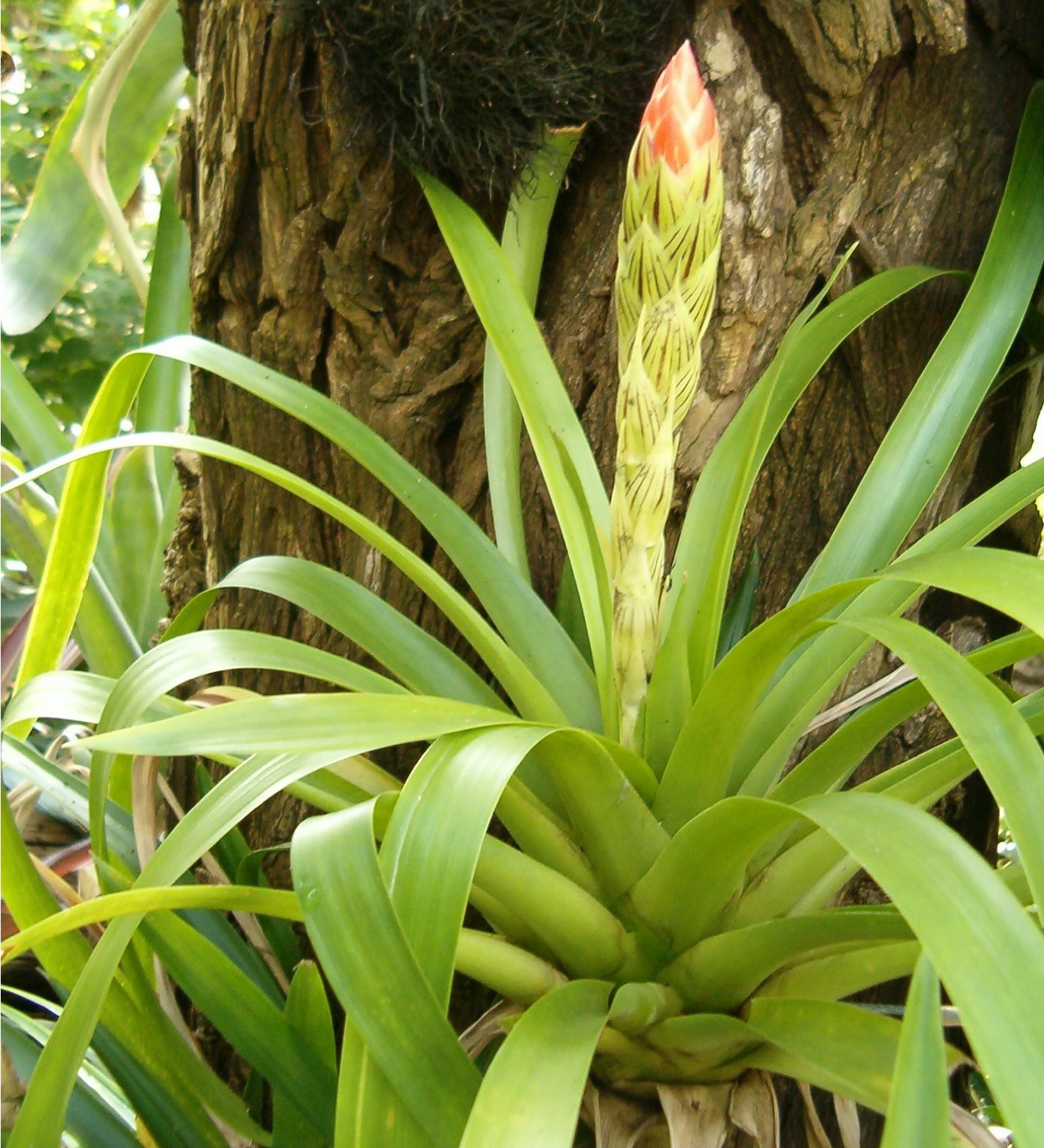
Guzmania monostachia
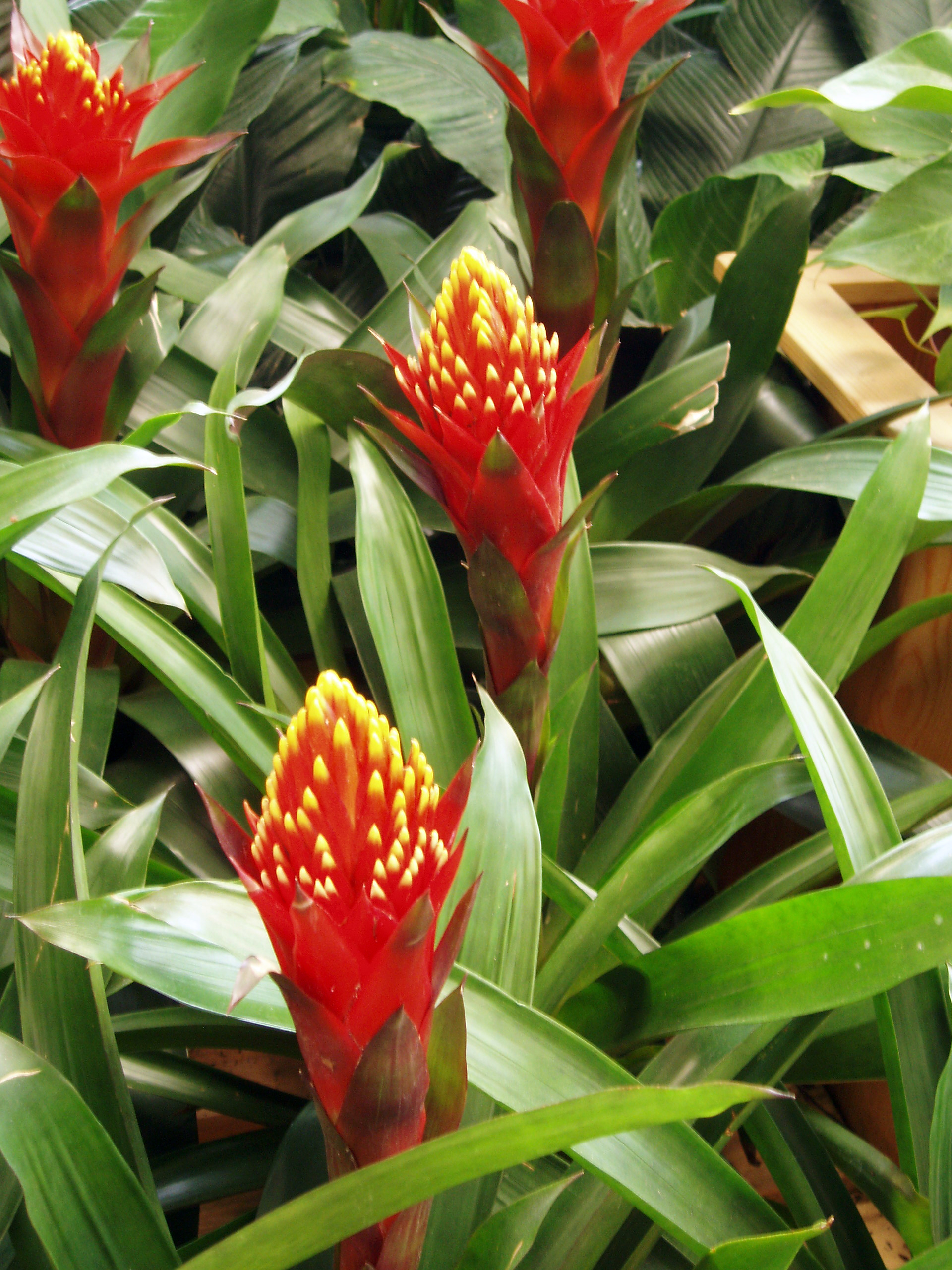
Guzmania conifera
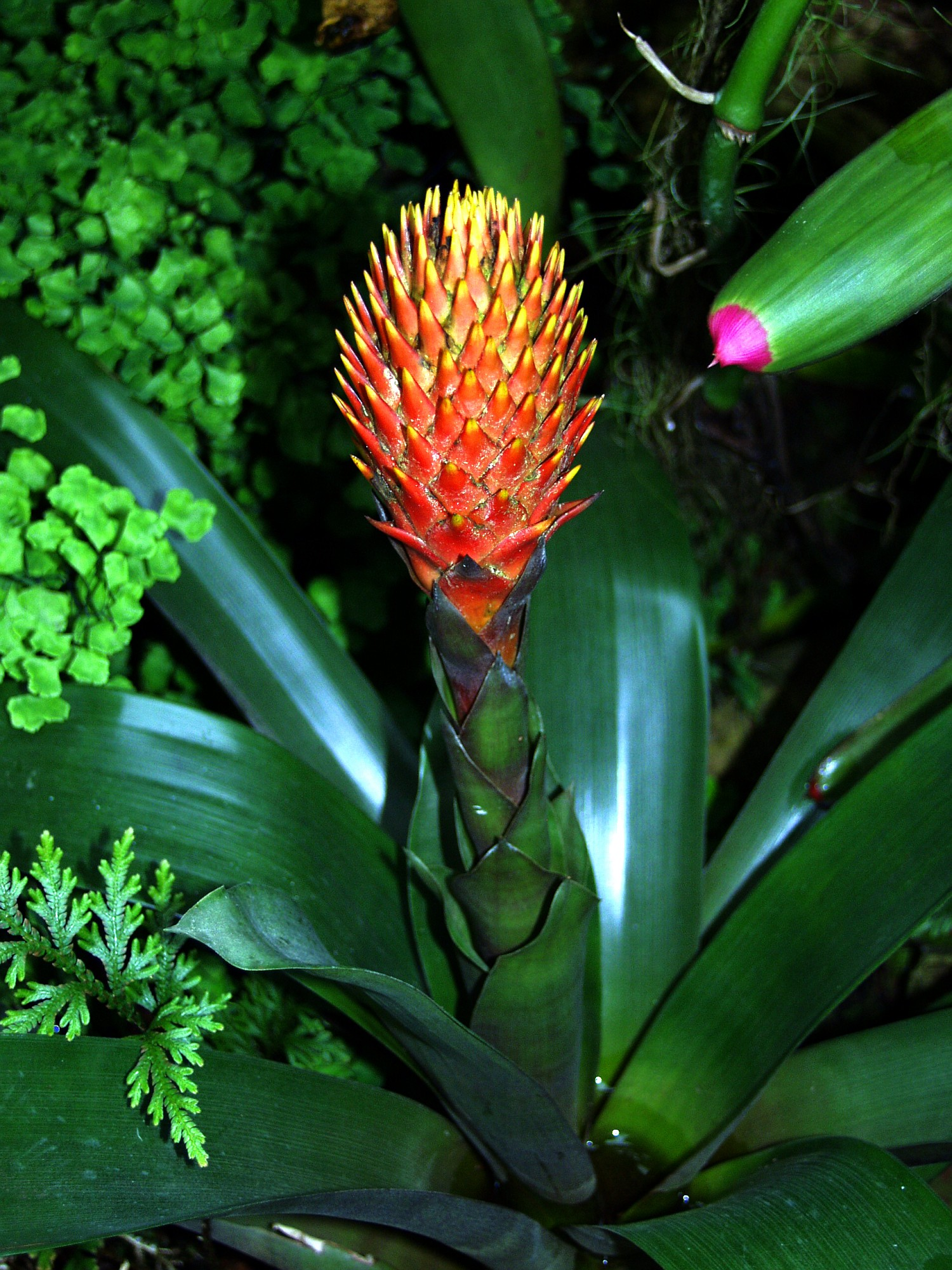
Guzmania conifera
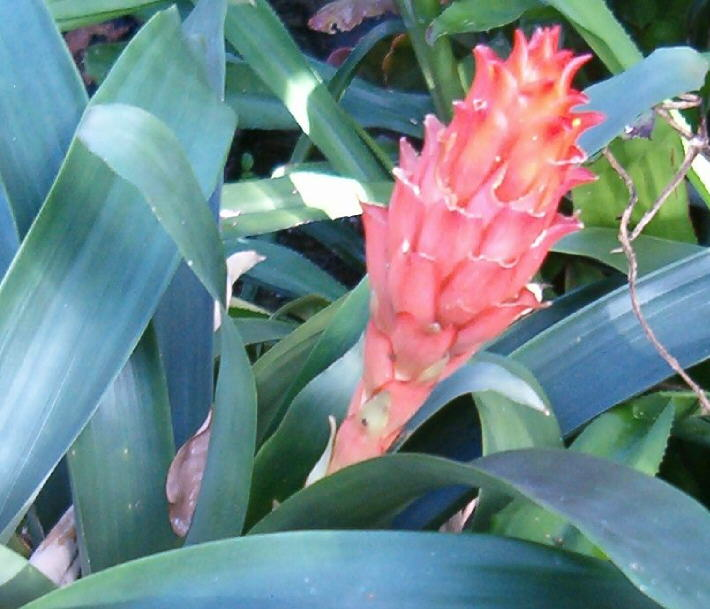
Guzmania osyana
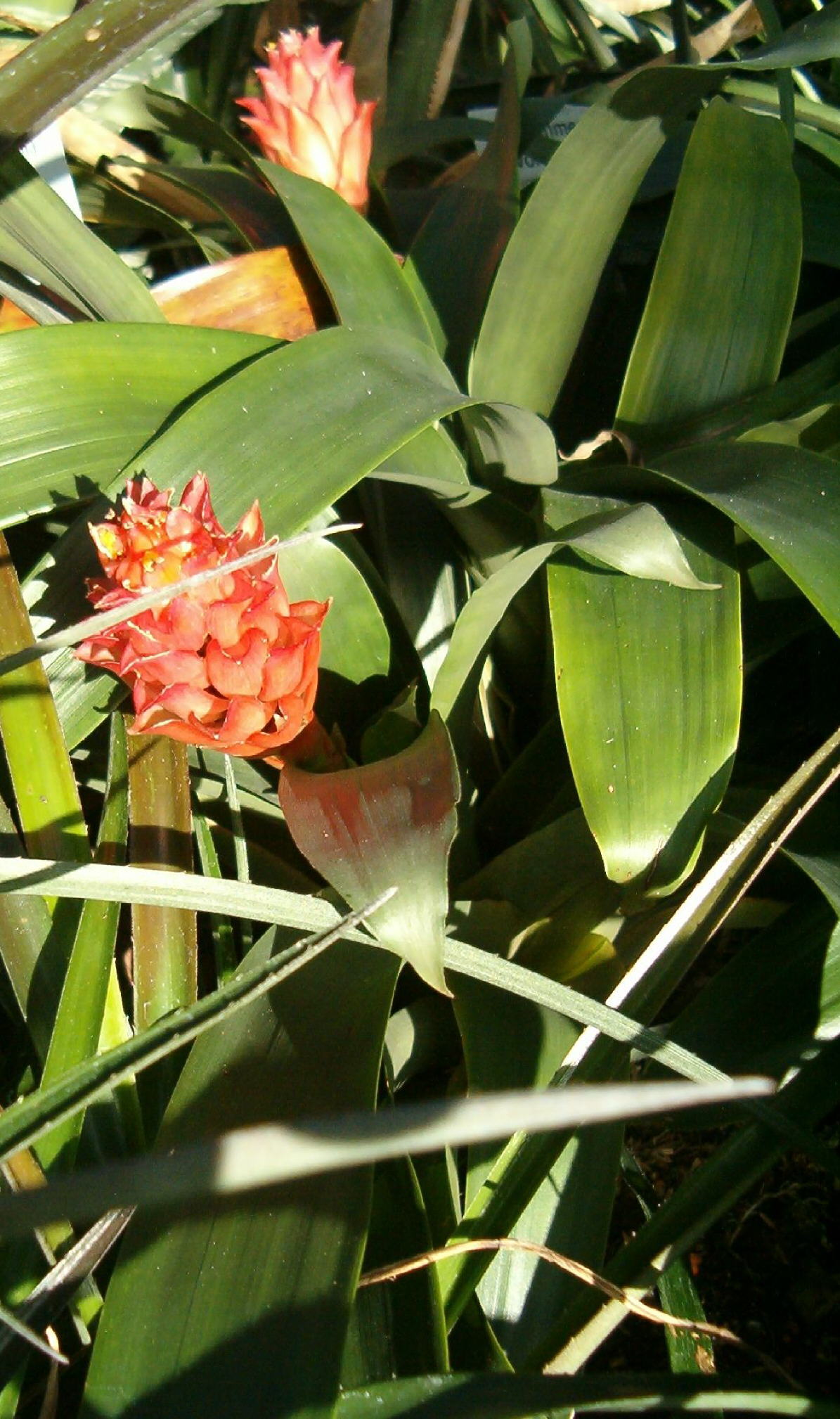
Guzmania osyana